# Agnès Loti
Agnès Loti (a'ɲɛ lo'ti), pseudonimo di Françoise Pérotti (Parigi, 1944), è una cantante francese, attiva a metà degli anni '60 del XX secolo.

## Biografia
Nata a Parigi nel 1944, impara a suonare la fisarmonica all'età di 9 anni. A partire dal 1961 diventa una delle coriste del cantante Frankie Jordan (le cosiddette Jordanettes), uno dei pionieri del rock in Francia.
Nel 1964 viene notata dalla nota cantante Patachou ed ottiene la possibilità di incidere un 45 giri col nome d'arte di "Agnès Loti". Il disco presenta la canzone C'est toi mon idole, una versione francese della nota My Boy Lollipop portata al successo da Millie Small, accompagnata da altre tre tracce: Je pars sans regrets (versione francese di Breakaway di Irma Thomas), Tu e Mais peut-être, tutte e tre scritte o riarrangiate da Daniel Hortis. Il disco ottiene un buon successo commerciale in Francia ed è spesso trasmesso in radio.
Verso la fine dell'anno (il 20 dicembre) pubblica un nuovo disco, con le canzoni Tout nouveau tout beau (un'altra canzone presa dall'originale Don't You Know di Millie Small), O dis Marie, Reste encore (originale Just Once More di Rita Pavone) e Aïe n'y touchez pas (rifacimento di I Want You to Meet My Baby di Eydie Gormé), ma il successo non è quello della precedente pubblicazione. L'anno successivo vede la luce il suo terzo ed ultimo 45 giri, con Aujourd'hui c'est ta fête (originale I Need Your Hand in Mine di Twinkle), Le bonhomme de neige, Dis-lui que c'est terminé e Tant pis si je pleure. Anche questo disco non riesce a rilanciarla presso il grande pubblico, e il suo contratto con la Disc'AZ scade. Françoise decide così di lasciare la Francia e si stabilisce in Italia assieme al marito. Qui lavora come insegnante di francese nei licei, andando in pensione nel 2007. Nel frattempo fa un'apparizione in TV nel 1985 nel programma La chance aux chansons condotto da Pascal Sevran, dove canta Tout nouveau tout beau.

## Discografia

### EP
- 1964 - C'est toi mon idole (Disc'Az, EP 954)
- 1964 - Tout nouveau tout beau (Disc'Az, EP 963)
- 1965 - Aujourd'hui c'est ta fête (Disc'Az, EP 1006)

### 45 giri
- 1964 - C'est Toi Mon Idole/Je Pars Sans Regret (Disc'Az, AZ 1174)

## Discografia in altri paesi

### Portogallo

#### EP
- 1964 - C'est toi mon idole (Disc'Az, 954 M)

### Canada

#### 45 giri
- 1964 - Je Pars Sans Regret/C'est Toi Mon Idole (Disc'Az, V-4160)
- 1965 - O Dis Marie/Reste Encore (Disc'Az, AZ 4306)
- 1965 - Aujourd'Hui C'Est Ta Fete/Dis-Lui Que C'Est Termine (Disc'Az, AZ 4324)

### Messico

#### EP
- 1964 - Avances Musicales (Gamma, No. 24; con The Trashmen, Jørgen Ingmann, Kohnny Tillotson e Marie Laforêt. Agnès Loti canta Mi Novio El Paletas )